# 24 mai 1984
Le jeudi 24 mai 1984 est le 145e jour de l'année 1984.

## Naissances
- Monica Bergamelli, gymnaste artistique italienne
- DaY-már,  DJ et productrice de musiques électroniques hardcore et gabber
- Sarah Hagan, actrice américaine
- Frontliner, producteur et disc-jockey néerlandais
- Ludovic Quistin (mort le 28 mai 2012), footballeur français
- Vid Kavtičnik,joueur de handball slovène
- Rebecca Wiasak, coureuse cycliste australienne
- Mike Pyke, joueur de rugby à XV international canadien
- Lucien Aubey, footballeur congolais
- Nelson Benítez, footballeur argentin
- Ivan Kljaković Gašpić, marin croate
- André Brasil, nageur paralympique brésilien
- Cynthia Browaeys, joueuse de football belge
- Tom Aggar, rameur britannique
- Héctor Ambriz, lanceur droitier de la Ligue majeure de baseball
- Dmitri Kruglov, footballeur estonien
- Mitch Ganzak,joueur professionnel de hockey sur glace américain
- Filipe Vilaça Oliveira, footballeur portugais

## Décès
- Vincent James McMahon (né le 6 juillet 1914), promoteur de catch américain
- Stanley Hooker (né le 30 septembre 1907), ingénieur spécialiste des moteurs à réaction anglais
- Louis Ignacio-Pinto (né le 21 juin 1903), juriste, diplomate et homme politique du Bénin
- Louis Halflants (né le 23 juillet 1898), peintre brabançon

## Autres événements
- Diffusion du téléfim Invitation pour l'enfer
- Mise en service de la centrale nucléaire de Leibstadt
- Ratification par le Togo du pacte international relatif aux droits civils et politiques
- Création du district de Kasaragod